# Botrucnidifer
Genre
Botrucnidifer est un genre de cnidaires anthozoaires de la famille des Botrucnidiferidae.

## Liste des espèces
Selon World Register of Marine Species (9 janvier 2023) :
- Botrucnidifer norvegicus  Carlgren, 1912
- Botrucnidifer shtokmani  Molodtsova, 2001

## Systématique
Le nom valide complet (avec auteur) de ce taxon est Botrucnidifer Carlgren, 1912.
Botrucnidifer a pour synonyme :
- Botracnidifer